# Anisia misella
Anisia misella är en tvåvingeart som först beskrevs av Wulp 1890.  Anisia misella ingår i släktet Anisia och familjen parasitflugor. Inga underarter finns listade i Catalogue of Life.